# Championnat panaméricain féminin de handball 2003
Navigation
Brésil 2000 Brésil 2005
Le 8e Championnat panaméricain féminin de handball s'est déroulé à São Bernardo do Campo, au Brésil, du 29 avril au 4 mai 2003.
La compétition est remportée par le Brésil, vainqueur en finale du Argentine. La médaille de bronze revient à l'Uruguay. Ces trois équipes sont qualifiées pour le Championnat du monde 2003.

## Tour préliminaire

### Groupe A
|   | Équipe           | Pts | J | G | N | P | Bp  | Bc  | Diff |
| - | ---------------- | --- | - | - | - | - | --- | --- | ---- |
| 1 | Brésil           | 6   | 3 | 3 | 0 | 0 | 116 | 30  | 86   |
| 2 | États-Unis       | 4   | 3 | 2 | 0 | 1 | 62  | 62  | 0    |
| 3 | Rép. dominicaine | 2   | 3 | 1 | 0 | 2 | 64  | 87  | -23  |
| 4 | Guatemala        | 0   | 3 | 0 | 0 | 3 | 37  | 100 | -63  |

| 29 avril 16h00 | États-Unis | 24 – 17 | Rép. dominicaine |  |
| 29 avril 16h00 | (10–10)    |         |                  |  |

| 29 avril 20h20 | Brésil | 42 – 3 | Guatemala |  |
| 29 avril 20h20 | (19–2) |        |           |  |

| 30 avril 16h00 | Rép. dominicaine | 28 – 20 | Guatemala |  |
| 30 avril 16h00 | (15–11)          |         |           |  |

| 30 avril 20h20 | Brésil | 31 – 8 | États-Unis |  |
| 30 avril 20h20 | (18–1) |        |            |  |

| 1 mai 16h00 | États-Unis | 30 – 14 | Guatemala |  |
| 1 mai 16h00 | (13–7)     |         |           |  |

| 1 mai 20h20 | Brésil | 43 – 19 | Rép. dominicaine |  |
| 1 mai 20h20 | (22–7) |         |                  |  |

### Groupe B
|   | Équipe    | Pts | J | G | N | P | Bp | Bc | Diff |
| - | --------- | --- | - | - | - | - | -- | -- | ---- |
| 1 | Argentine | 2   | 2 | 1 | 0 | 1 | 38 | 31 | 7    |
| 2 | Uruguay   | 2   | 2 | 1 | 0 | 1 | 36 | 37 | -1   |
| 3 | Canada    | 2   | 2 | 1 | 0 | 1 | 37 | 43 | -6   |

| 29 avril 17h30 | Argentine | 24 – 14 | Canada |  |
| 29 avril 17h30 | (9–8)     |         |        |  |

| 30 avril 18h00 | Canada | 23 – 19 | Uruguay |  |
| 30 avril 18h00 | (9–7)  |         |         |  |

| 1 mai 18h00 | Uruguay | 17 – 14 | Argentine |  |
| 1 mai 18h00 | (8–6)   |         |           |  |

## Phase finale
|  | Demi-finales | Demi-finales |                        |    | Finale | Finale |
|  | Demi-finales | Demi-finales |                        |    | Finale | Finale |
|  |              |              |                        |    |        |        |
|  | 2 mai        | 2 mai        |                        |    | 3 mai  | 3 mai  |
|  | 2 mai        | 2 mai        |                        |    | 3 mai  | 3 mai  |
|  | Brésil       | 44           |                        |    | 3 mai  | 3 mai  |
|  | Brésil       | 44           |                        |    | 3 mai  | 3 mai  |
|  | Uruguay      | 18           |                        |    | 3 mai  | 3 mai  |
|  | Uruguay      | 18           | Brésil                 | 39 |        |        |
|  | 2 mai        |              | Brésil                 | 39 |        |        |
|  |              | Argentine    | 12                     |    |        |        |
|  | États-Unis   | Argentine    | 12                     | 15 |        |        |
|  | États-Unis   |              |                        | 15 |        |        |
|  | Argentine    | 21           |                        |    |        |        |
|  | Argentine    | 21           | Match pour la 3e place |    |        |        |
|  |              |              |                        |    |        |        |
|  | 3 mai        |              |                        |    |        |        |
|  |              |              |                        |    |        |        |
|  | Uruguay      | 21           |                        |    |        |        |
|  | Uruguay      | 21           |                        |    |        |        |
|  | États-Unis   | 14           |                        |    |        |        |
|  | États-Unis   | 14           |                        |    |        |        |

### Demi-finales
| 2 mai 18h00 | Argentine | 21 – 15 | États-Unis |  |
| 2 mai 18h00 | (9–7)     |         |            |  |

| 2 mai 20h20 | Brésil | 44 – 18 | Uruguay |  |
| 2 mai 20h20 | (27–7) |         |         |  |

### Match pour la3eplace
| 3 mai 15h00 | Uruguay | 21 – 14 | États-Unis |  |
| 3 mai 15h00 | (12–5)  |         |            |  |

### Finale
| 4 mai 12h15 | Brésil      | 39 – 12 | Argentine     |  |
| 4 mai 12h15 | Da Silva 10 | (19–4)  | Sanguinetti 7 |  |

## Matchs de classememt
|  | Match pour la 7e place | Match pour la 7e place | Match pour la 7e place | Match pour la 7e place |        |        | Match pour la 5e place | Match pour la 5e place | Match pour la 5e place | Match pour la 5e place |
|  |                        |                        |                        |                        |        |        |                        |                        |                        |                        |
|  | 2 mai                  | 2 mai                  | 2 mai                  | 2 mai                  |        |        | 3 mai                  | 3 mai                  | 3 mai                  | 3 mai                  |
|  | Canada                 | Canada                 | 40                     | 40                     |        |        | 3 mai                  | 3 mai                  | 3 mai                  | 3 mai                  |
|  | Canada                 | Canada                 | 40                     | 40                     |        |        | 3 mai                  | 3 mai                  | 3 mai                  | 3 mai                  |
|  | Guatemala              | Guatemala              | 11                     | 11                     |        |        | 3 mai                  | 3 mai                  | 3 mai                  | 3 mai                  |
|  | Guatemala              | Guatemala              | 11                     | 11                     | Canada | Canada | 31                     | 31                     |                        |                        |
|  |                        |                        |                        |                        | Canada | Canada | 31                     | 31                     |                        |                        |
|  |                        |                        | Rép. dominicaine       | Rép. dominicaine       | 20     | 20     |                        |                        |                        |                        |
|  |                        |                        |                        |                        | 20     | 20     |                        |                        |                        |                        |
|  |                        |                        |                        |                        |        |        |                        |                        |                        |                        |
|  |                        |                        |                        |                        |        |        |                        |                        |                        |                        |
|  |                        |                        |                        |                        |        |        |                        |                        |                        |                        |

### Match pour la7eplace
| 2 mai 16h00 | Canada | 40 – 11 | Guatemala |  |
| 2 mai 16h00 | (24–4) |         |           |  |

### Match pour la5eplace
| 3 mai 13h00 | Canada | 31 – 20 | Rép. dominicaine |  |
| 3 mai 13h00 | (14–9) |         |                  |  |

## Classement final
| Rang                         | Équipe           |
| ---------------------------- | ---------------- |
| Médaille d'or, Amérique      | Brésil           |
| Médaille d'argent, Amérique  | Argentine        |
| Médaille de bronze, Amérique | Uruguay          |
| 4                            | États-Unis       |
| 5                            | Canada           |
| 6                            | Rép. dominicaine |
| 7                            | Guatemala        |